# Martha Wollstein
Martha Wollstein (Nova York, 21 de novembro de 1868 – 30 de setembro de 1939) foi uma médica, patologista e pesquisadora norte-americana. 
É considerada a primeira patologista pediátrica dos Estados Unidos e a primeira mulher eleita para a American Association of Immunologists, em 1918.

## Biografia
Wollstein nasceu na cidade de Nova York, em 1939, no seio de uma família alemã de origem judaica. Sua família sempre a encorajaram a estudar e assim ela se formou em medicina, em 1889, pelo Woman’s Medical College of the New York Infirmary, que seria incorporado à Universidade Cornell em 1909. Trabalhou no hospital infantil e em 1891 foi indicada para o cargo de patologista, uma posição que nenhuma mulher exerceu antes. Assim ela podia cuidar de pacientes, fazer pesquisa e autópsias.
Estudou com Mary Corinna Putnam Jacobi, com quem publicaria seu primeiro artigo, em 1902, sobre um miossarcoma em um útero. Após se formar, em 1890, Wollstein passou a estudar diarreia infantil, malária, tuberculose e febre tifoide. Em 1904, ela foi convidada por Simon Flexner para trabalhar como pesquisadora assistente na Universidade Rockefeller, sem deixar seu trabalho no hospital infantil. Na universidade, ela teve a oportunidade de estudar a poliomielite, pneumonia e ajudou a desenvolver um soro contra a meningite.
Em 1903, Wollstein isolou o bacilo de Shiga, que apenas três anos antes ela havia demonstrado causar disenteria em alguns de seus pacientes. Na revista da Journal of the American Medical Association, em 1918, Wollstein fez uma importante contribuição para o estudo da caxumba, ao indicar que a doença era viral o estudar o contágio em gatos. Entretanto, ela não fez nenhuma reivindicação especial por sua pesquisa, e outros receberam crédito na década de 1930 por identificar o vírus e transmitir de humanos para macacos.
De 1921 a 1935, ano de sua aposentadoria, Wollstein continuou trabalhando com várias doenças infantis no hospital, além de estudar a leucemia. Trabalhou também na Universidade de Columbia. Em 1930, foi eleita para a Sociedade Americana de Pediatria, a primeira mulher membro da história. Ao longo da carreira, publicou cerca de 80 artigos científicos.
Wollstein era conhecida por ser uma mulher tímida, bastante quieta e às vezes difícil de trabalhar, porém era uma pesquisadora por excelência, que colaborou com vários pesquisadores de sua área.

## Últimos anos
Depois de se aposentar, Wollstein se mudou para Grand Rapids, no Michigan. Ao ficar doente, retornou a Nova Iorque, onde ela morreu em 30 de setembro de 1939, aos 70 anos, no Hospital Monte Sinai.